# FKファモス・ヴォイコヴィチ
FKファモス・ヴォイコヴィチ（FK Famos Vojkovići）は、ボスニア・ヘルツェゴビナのスルプスカ共和国イストチナ・イリジャ・ヴォイコヴィチをホームタウンとするサッカークラブである。

## 歴史
1968年5月にクラブの創立総会が開催され、同年8月22日にブラツトヴォ (Bratstvo) の名前で登録された。最初の試合は同年9月1日にスタディオン・コシェヴォで行われ、ブラツトヴォが3-2でヴルバニュシャ・サラエヴォに勝利した。
プルヴァ・リーガRSに所属していた2008年にクラブ創設40周年を迎えた。
2010-11シーズンにプルヴァ・リーガRSで14チーム中13位に終わり、最下位のBSKバニャ・ルカと共にドルガ・リーガRSに降格した。
2012-13シーズンはドルガ・リーガRS・西地域のヴチヤク・マイェヴァツ、東地域のスタコリナ・チャイニチェが大会から撤退したため、共に13チームで争われ、東地域で13チーム中6位であった。2013-14シーズンは東地域で優勝したFKヴラセニツァに次ぐ14チーム中2位、2014-15シーズンは東地域で14チーム中3位であった。
2015-16シーズンはゴリツァ・プチレが大会から撤退したため、東地域は15チームで争われ、15チーム中3位であった。2016-17シーズンは東地域で16チーム中3位、2017-18シーズンは東地域で16チーム中2位になったが、優勝したスロガ・ゴルニェ・ツルニェロヴォとは勝ち点差27であった。2018-19シーズンはスロガ・ユナイテド・ビイェリナが大会から除外されたため、東地域は15チームで争われ、15チーム中12位であった。

## 獲得タイトル
- ドルガ・リーガRS：2回
  - 1997-98, 2004-05